# (910) Anneliese
(910) Anneliese est un astéroïde évoluant dans la ceinture principale, découvert le 1er mars 1919 par l'astronome allemand Karl Wilhelm Reinmuth depuis l'observatoire du Königstuhl.
Il fut nommé par Julius Dick, astronome de l'observatoire de Berlin, en référence à une de ses amies prénommée Anneliese.